# Schlacht in der Bismarcksee
1942

Rabaul –
1. Salamaua-Lae –
Operation N –
Operation MO –
Korallenmeer –
Buna-Gona –
Kokoda Track –
Milne-Bucht –
Goodenough –
Buna-Gona-Sanananda –
Operation Lilliput 
1943

Wau –
Bismarcksee –
I –
2. Salamaua-Lae –
Chronicle –
Finisterre –
Cartwheel –
Bougainville –
Huon –
Neubritannien –
Bombardierung von Rabaul 
1944–1945

Admiralitätsinseln –
Emirau –
Take Ichi Konvoi –
Reckless –
Persecution –
Wakde-Sarmi –
Biak –
Noemfoor –
Driniumor –
Sansapor –
Morotai –
Aitape–Wewak

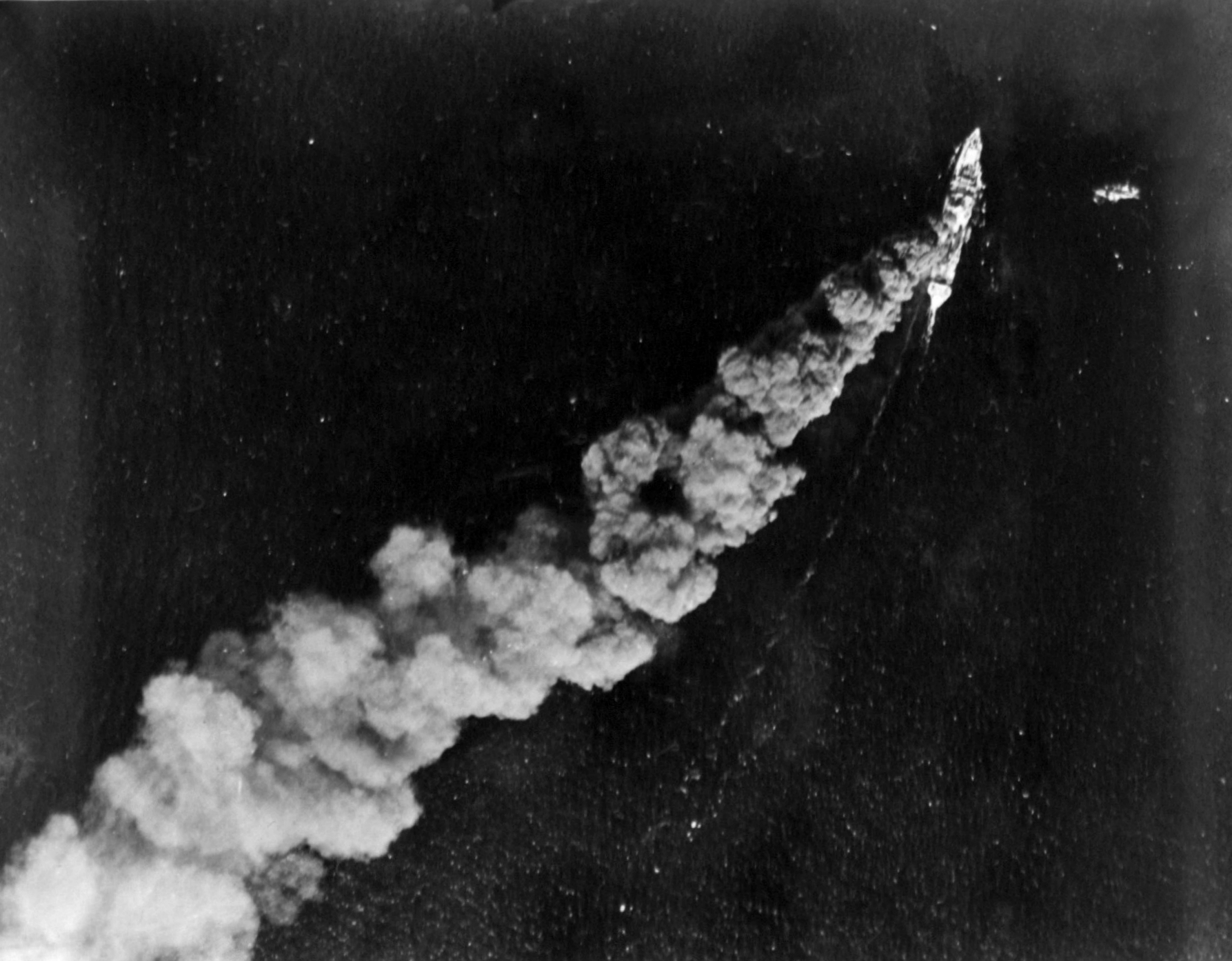
Brennendes japanisches Schiff während des Angriffs

Die Schlacht in der Bismarcksee (japanisch ビスマルク海海戦 Bisumaruku-kai kaisen) fand im Zweiten Weltkrieg während des Pazifikkriegs vom 2. bis 4. März 1943 statt. Flugzeuge der United States Army Air Forces und der Royal Australian Air Force bekämpften einen Konvoi bestehend aus japanischen Zerstörern und Truppentransportern.

## Hintergrund
Am 23. Dezember 1942 entschied sich der japanische Generalstab mittels der Operation No. 81, 100.000 Mann des japanischen Heeres aus China und Japan nach Lae in Neuguinea zu bringen, um die dortigen Truppen zu verstärken. Das würde den Japanern ermöglichen, sich nach der verlorenen Schlacht um Guadalcanal von der Insel zurückzuziehen. Sie sollte in der folgenden Woche evakuiert werden. Die Truppen wurden in der Umgebung von Lae benötigt, wo eine alliierte Offensive erwartet wurde. Diese Truppenbewegung war sehr umfangreich, was eine große Belastung für die japanischen Transportkapazitäten bedeutete, aber das Oberkommando hielt sie für dringend notwendig.
Ende Februar wurden bereits die 20. und die 41. Division mit der Fukuei Maru sicher nach Wewak gebracht. Das Schiff, welches zusätzlich 600 Fässer Flugbenzin und andere Nachschubgüter geladen hatte, wurde zwar am 18. Februar nordöstlich von Cape Gloucester auf Neubritannien von einer amerikanischen B-24 Liberator gesichtet und angegriffen, gelangte aber trotz eines Feuers an Bord am Folgetag an sein Ziel.
Als Nächstes sollte die 51. Division vom Hafen von Rabaul nach Lae gebracht werden. Dieses Vorhaben war sehr gefährlich, weil die alliierten Luftstreitkräfte sehr stark waren, vor allem in der Vitiaz-Straße, die die Schiffe passieren mussten. Der Konvoi bestand aus acht Zerstörern und acht Truppentransportern und wurde von ungefähr 100 Flugzeugen begleitet, als er Rabaul am 28. Februar verließ.
Der befehlshabende Offizier der 51. Division, Generalleutnant Nakano Hidemitsu, war an Bord des Zerstörers Yukikaze. Konteradmiral Kimura Masatomi, der Befehlshaber während der Operation, befand sich auf einem Truppentransporter.

## Die Schlacht
Obwohl starke tropische Stürme vom 27. Februar bis 1. März über die Salomonen und die Bismarcksee zogen, wurde der Konvoi, der mit einer Höchstgeschwindigkeit von 7 kn fuhr, von der Besatzung einer patrouillierenden B-24 Liberator am 1. März um 15:00 Uhr nördlich von Cape Hollman entdeckt. Die daraufhin geschickten schweren Bomber konnten den Konvoi jedoch nicht finden.
Am nächsten Vormittag um 10:00 Uhr wurde der Konvoi wiedergefunden und das klare Wetter erlaubte mehrere Angriffe mit B-17 Bombern, wobei die Kyokusei Maru versenkt wurde. Eine B-17 wurde von einem Zero-Jäger abgeschossen.
Von den 1500 Mann, die mit der Kyokusei Maru transportiert wurden, konnten 800 von den Zerstörern Yukikaze und Asagumo gerettet werden. Diese beiden Schiffe fuhren weiter nach Lae, um die Überlebenden an Land zu bringen und sich am nächsten Tag wieder dem Konvoi anzuschließen.
Der Konvoi wurde am Abend nochmals angegriffen, wobei ein Truppentransporter leicht beschädigt wurde. Catalina-Flugboote verfolgten den Konvoi und bombardierten ihn gelegentlich während der Nacht. Als der Konvoi in Reichweite der Basis auf Milne-Bucht kam, stiegen Beaufort-Torpedobomber auf, von denen jedoch wegen des schlechten Wetters nur zwei den Konvoi fanden und keine Treffer erzielen konnten.
Der Konvoi fuhr jetzt um die Huon-Halbinsel herum, um sich wieder zu sammeln. 90 alliierte Flugzeuge starteten in Port Moresby und flogen in Richtung Cape Ward Hunt. Gleichzeitig starteten 22 A-20 Bostons, um die Luftwaffenbasis in Lae anzugreifen und die Luftunterstützung für den Konvoi zu reduzieren. Die Basis wurde den ganzen Tag über angegriffen.

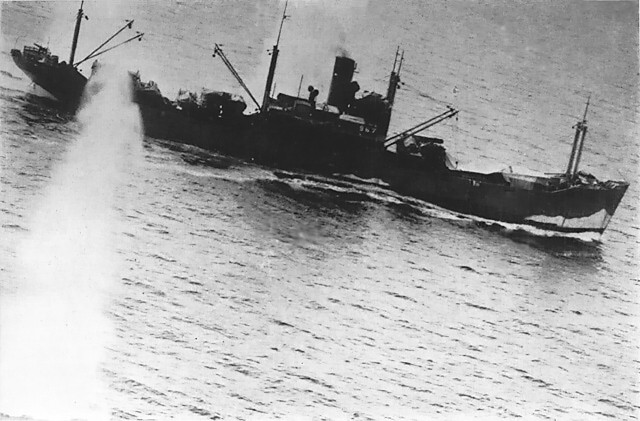
Angriff auf einen japanischen Transporter

Um 10:00 Uhr erreichten 13 B-17 den Konvoi und bombardierten ihn aus mittlerer Höhe, was zur Folge hatte, dass sich die Schiffe zerstreuten und so die Fahrt verzögerten. Dann näherten sich 13 Bristol-Beaufighter-Kampfflugzeuge in niedriger Höhe, um den Eindruck eines Angriffs mit Torpedos vorzutäuschen. Die Schiffe drehten sich in Richtung der angreifenden Flugzeuge, was den Maschinen die Möglichkeit bot, maximalen Schaden mit ihren 20-mm-Maschinenkanonen und Maschinengewehren anzurichten.
Gleich darauf bombardierten 13 B-25 Mitchells aus 2000 bis 3000 Fuß Höhe. Danach griffen 13 speziell umgebaute B-25-Bomber mit der neuen Technik des „Skip Bombing“ (springende Bomben) an. Sie flogen nur knapp über dem Meer, was ihnen ermöglichte, die Bomben wie Steine über das Wasser springen zu lassen. Sie erzielten 17 Treffer.
Zu diesem Zeitpunkt war bereits die Hälfte der Transportschiffe gesunken. Als die Beauforts und Mitchells ihre Munition verschossen hatten, führten einige A-20 den Angriff weiter. Fünf weitere Treffer konnten von B-17 aus größerer Höhe erzielt werden.
Während des Angriffs deckten 28 amerikanische P-38 Lightnings den Luftraum, wobei sie bei eigenem Verlust von 3 Flugzeugen 20 japanische abschießen konnten.
Weitere Angriffe mit Mitchells und Bostons folgten.
Alle sieben verbliebenen Truppentransporter sowie die Zerstörer Shirayuki, Arashio und Tokitsukaze sanken ungefähr 100 km südöstlich von Finschhafen. Vier der Zerstörer nahmen so viele Überlebende wie möglich an Bord und fuhren nach Rabaul zurück. Der fünfte Zerstörer, die Asagumo, wurde in einem untergeordneten Gefecht versenkt, während sie Überlebende der Arashio aufnahm.

## Angriffe auf Schiffbrüchige
Aufgrund von Befehlen ranghöherer Offiziere griffen alliierte PT-Schnellboote und Flugzeuge japanische Bergungsschiffe sowie die Überlebenden der gesunkenen Schiffe in ihren Rettungswesten an. Diese Angriffe widersprachen eindeutig den Genfer Konventionen. Dies versuchte man von amerikanischer Seite dadurch zu relativieren, dass Japan selbst diese Konvention nicht unterschrieben hatte und es viele Berichte gäbe, dass die Japaner gegen Zivilisten und alliierte Soldaten genauso vorgingen.

## Nachwirkungen
Die Schlacht war für die Japaner eine Katastrophe, da von den 6900 Mann, die dringend in Neuguinea gebraucht wurden, nur 800 nach Lae gebracht werden konnten. Ungefähr 2890 Japanische Soldaten wurden getötet oder ertranken, 3800 konnten von Japanischen Schiffen gerettet werden. Die Verluste der Alliierte fielen im Vergleich gering aus, 14 Piloten wurden getötet und 6 Flugzeuge zerstört. General Douglas MacArthur benutzte diesen Sieg, um 5 Divisionen und 1800 Flugzeuge anzufordern, um damit die Landungsoperationen im nördlichen Neuguinea vorzubereiten.

## Spieltheorie
Die Schlacht wird in der Spieltheorie als Beispiel für iterative Dominanz verwendet und ein Beispiel eines sogenannten Nullsummenspieles. Im Zentrum dieser Analyse steht die Entscheidung zwischen zwei denkbaren Routen (Nordroute (kurz) und Südroute (lang)) für die japanischen Schiffe. Anhand einer Auszahlungsbimatrix mit den Strategien Nordroute {\displaystyle N} und Südroute {\displaystyle S} für die Generäle beider Parteien lässt sich erkennen, dass keiner der Generäle eine dominante Strategie hat. Mittels iterativer Elimination strikt dominierter Strategien kann genau ein Strategienpaar, die sogenannte iteriert dominante Lösung, gefunden werden. Die theoretische vorhergesagte spieltheoretische Lösung wäre das Tupel {\displaystyle (N,N)}. Historisch war {\displaystyle N,N} (beide Parteien wählen die Nordroute) tatsächlich, was sich 1943 im Südpazifik ereignete.